# Kanefer (velekněz Ptaha)
| kA | nfr | f · r |

| kA | nfr | f · r |

Kanefer byl velekněz Ptaha z Memfidy za vlády Sahure za 5. dynastii.
Socha Kanefera, jeho manželky Tšentety a jejich syna Chuwyptaha se nyní nachází v Klimbellovo muzeu umění. Kanefer je zobrazen vsedě, jeho manželka klečící u jeho levé a jeho syn pravé nohy. Kaneferův syn Cuwyptah byl také veleknězem Ptaha.